# Zespół wad wrodzonych
Zespół wad wrodzonych (zespół dysmorficzny, zespół malformacyjny, wielowadzie, ang. malformation syndrome, z gr. σύνδρομο „idący razem”) – występowanie wad wrodzonych w charakterystycznym zestawieniu, niestanowiącym sekwencji, asocjacji ani kompleksu. Zespół wad nie jest pojęciem tożsamym z zespołem chorobowym, ponieważ o rozpoznaniu mogą decydować drobne cechy wrodzone (cechy dysmorficzne), niestanowiące objawów chorobowych i nie upośledzające jakości życia pacjenta, a także duże wady, powodujące dysfunkcję wielu narządów i skutkujące niecharakterystycznymi objawami ogólnymi nie przesadzającymi o rozpoznaniu zespołu.
Większość zespołów wad ma słabo poznaną patogenezę, mimo że odkryto genetyczne podstawy wielu z nich: często są to genetyczne choroby jednogenowe. Z opisanych kilku tysięcy zespołów wad podłoże genetyczne ustalono dla około 1000.

## Podziały zespołów wad

### Podział według Smitha[2]

#### A. Zespoły spowodowaneaberracjami chromosomalnymi
- zespół Downa
- zespół Edwardsa
- zespół Pataua
- zespół Warkany’ego 2
- zespół mozaicyzmu trisomii 9
- zespół triploidii i zespół mieszanej ploidii diploidii/ triploidii
- zespół delecji 3p
- zespół duplikacji 3q
- zespół delecji 4p
- zespół duplikacji 4p
- zespół delecji 4q
- zespół delecji 5p
- zespół delecji 9p
- zespół duplikacji 10q
- asocjacja aniridia-guz Wilmsa
- zespół delecji 11q
- zespół delecji 13q
- zespół duplikacji 15q
- zespół delecji 18p
- zespół delecji 18q
- zespół kociego oka
- zespół XYY
- zespół Klinefeltera (zespół XXY)
- zespół XXXY i XXXXY
- zespół XXX i XXXX
- zespół XXXXX
- zespół Turnera

#### B. Zespoły niskorosłości, niebędące dysplazjami szkieletowymi
- zespół Brachmanna-de Lange
- zespół Rubinsteina-Taybiego
- zespół Russella-Silvera
- niskorosłość MULIBREY
- zespół Dubowitza
- zespół Blooma
- zespół Johansona-Blizzarda
- zespół Seckela
- zespół Hallermanna-Streiffa

#### C. Zespoły z łagodną niskorosłością, wady twarzy (+), narządów płciowych (+/-)
- zespół Smitha-Lemliego-Opitza
- zespół Kabuki
- zespół Williamsa
- zespół Noonan
- zespół Costello
- zespół sercowo-twarzowo-skórny
- zespół Aarskoga
- zespół Robinowa
- zespół Opitza
- Floating Harbor syndrome

#### D. Zespoły przedwczesnego starzenia się
- progeria
- zespół Wernera
- zespół Cockayne’a
- zespół Rothmunda-Thomsona

#### E. Zespoły nadmiernego wzrostu i towarzyszących wad
- zespół łamliwego X
- zespół Sotosa
- zespół Weavera
- zespół Marshalla-Smitha
- zespół Beckwitha-Wiedemanna
- zespół Simpsona-Golabiego-Behmela

#### F. Zespoły nieprawidłowego rozwoju mózgu i (lub) objawów nerwowo-mięśniowych z towarzyszącymi wadami
- sekwencja dysrupcji amyoplasia congenita
- zespół dystalnej artrogrypozy
- fenotyp Peny-Shokeira
- zespół mózgowo-oczno-twarzowo-szkieletowy
- letalny zespół mnogich płetwistości
- zespół Neua-Laxovy
- dermopatia restrykcyjna
- zespół Meckla-Grubera
- zespół Pallistera-Hall
- spektrum wodogłowia związanego z chromosomem X
- zespół hydrolethalus
- zespół Walkera-Walburga
- zespół Millera-Diekera
- zespół ataksja-teleangiektazja
- zespół Menkesa
- zespół Angelmana
- zespół Pradera-Williego
- zespół Cohena
- zespół Killiana
- zespół Frynsa
- zespół Zellwegera
- zespół Freemana-Sheldona
- zespół dystrofii miotonicznej Steinerta
- zespół Schwartza-Jampela
- zespół Mardena-Walkera
- zespół Schinzela-Giediona
- acrocallosal syndrome
- zespół Hechta

#### G. Zespoły dotyczące głównie twarzy
- sekwencja Möbiusa
- zespół blepharophimosis
- sekwencja Pierre’a Robina
- sekwencja rozszczepu wargi
- zespół van der Woude
- sekwencja dysplazji czołowo-nosowej
- zespół Frasera
- zespół Melnicka-Frasera
- zespół skrzelowo-oczno-twarzowy
- zespół Waardenburga (typ I i II)
- zespół Treachera Collinsa
- zespół Marshalla
- zespół szyjno-oczno-słuchowy

#### H. Zespoły z wadami twarzy i kończyn jako głównymi objawami
- zespół Millera
- zespół Townesa-Brocksa
- zespół ustno-twarzowo-palcowy
- zespół Mohra
- zespół Shprintzena
- zespół oczno-zębowo-palcowy
- zespół uszno-podniebienno-palcowy, typ I
- zespół uszno-podniebienno-palcowy, typ II
- zespół Coffina-Lowry’ego
- zespół ATR-X
- zespół FG
- zespół Sticklera
- zespół Larsena
- zespół Catela-Manzkego
- zespół Langera-Giediona
- zespół włosowo-nosowo-paliczkowy, typ I
- zespół ektrodaktylia-dysplazja ektodermalna-rozszczepy
- zespół Haya-Wellsa
- zespół Robertsa

#### I. Zespoły z wadami kończyn jako główną wadą
- zespół Grebego
- sekwencja Polanda
- zespół płetwistości podkolanowej
- zespół Escobara
- zespół CHILD
- zespół hipoplazji kości ramiennej-niezwykłej twarzy
- zespół aplazji kości strzałkowej i ektrodaktylii
- zespół Adamsa-Olivera
- zespół Holt-Orama
- zespół Levy’ego-Hollistera
- niedokrwistość Fanconiego
- zespół TAR
- zespół Aase’a

#### J. Osteochondrodysplazje
- achondrogeneza typy IA i IB
- achondrogeneza-hipochondrogeneza
- fibrochondrogeneza
- ateleosteogeneza
- zespół krótkie żebro-polidaktylia typ I
- zespół krótkie żebro-polidaktylia typ II
- dysplazja tanatoforyczna
- zespół Jeunego
- dysplazja kampomeliczna
- achondroplazja
- hipochondroplazja
- pseudoachondroplazja
- dysplazja akromezomeliczna
- dysplazja kręgowo-nasadowa wrodzona
- dysplazja Kniesta
- zespół Dyggve-Melchiora-Clausena
- dysplazja kręgosłupowo-przynasadowa Kozłowskiego
- dysplazja zmienna
- dysplazja chondroektodermalna
- dysplazja diastroficzna
- dysplazja kręgosłupowo-nasadowa późna
- dysplazja wielonasadowa
- dysplazja przynasadowa typu Schmida
- dysplazja przynasadowa typu McKusicka
- dysplazja przynasadowa typu Jansena
- zespół Schwachmana
- chondrodysplasia punctata
- hipofosfatazja
- zespół Hajdu-Cheneya
- dysplazja czaszkowo-nasadowa
- dysplazja czołowo-przynasadowa

#### K. Zespoły osteochondrodysplazji z marmurowatością kości
- marmurowatość kości dziedziczona AR (letalna)
- sclerosteosis
- zespół Lenza-Majewskiego
- pyknodysosotoza
- dysostoza obojczykowo-czaszkowa
- zespół Yunisa-Varona

#### L. Kraniosynostozy
- zespół Sæthrego-Chotzena
- zespół Pfeiffera
- zespół Aperta
- zespół Crouzona
- dysplazja czaszkowo-czołowo-nosowa
- zespół Carpentera
- cefalopolisyndaktylia Greiga
- zespół Antleya-Bixlera
- zespół Ballera-Gerolda

#### M. Inne dysplazje kostne
- zespół mnogich synostoz
- zespół kręgosłupowo-nadgarstkowo-stępowy
- zespół mnogich wyrośli kostnych
- zespół paznokieć-rzepka
- zespół Leriego-Weilla
- dysplazja mezomeliczna Langera
- akrodysostoza
- wrodzona osteodystrofia Allbrighta
- zespół Weilla-Marchesaniego

#### N.Choroby spichrzeniowe
- zespół uogólnionej gangliozydozy, typ I
- zespół komórek I
- polidystrofia rzekomohurlerowska
- zespół Hurler
- zespół Huntera
- zespół Scheie
- zespół Hurler-Scheie
- zespół Sanfilippo
- zespół Morquio
- zespół Maroteaux-Lamy’ego
- zespół Slya
- zespół Natowicza

#### O. Schorzenia tkanki łącznej
- zespół Marfana
- zespół Bealsa
- homocystynuria
- zespół Camuratiego-Engelmanna
- zespół Ehlersa-Danlosa
- osteogenesis imperfecta
- fibrodysplasia ossificans progressiva

#### P. Zespoły z guzamihamartomatycznymi
- zespół Sturge’a-Webera
- linijne znamię łojowe
- zespół nietrzymania barwnika
- hipomelanoza Ito
- stwardnienie guzowate
- nerwiakowłókniakowatości
- zespół McCune’a-Albrighta
- zespół von Hippla-Lindaua
- zespół Klippla-Trénaunaya-Webera
- zespół Proteusza
- tłuszczakowatość mózgowo-czaszkowo-skórna
- zespół Maffucciego
- osteochondromatoza
- zespół Peutza-Jeghersa
- zespół Bannayana-Rileya-Ruvalcaby
- zespół Rendu-Oslera-Webera
- zespół mnogich nerwiaków
- zespół Gorlina
- zespół mnogich plam soczewicowatych
- zespół Goltza
- zespół Aicardiego
- zespół mikroftalmii i linijnych ubytków skóry
- dyskeratosis congenita

#### Q. Dysplazje ektodermalne
- hipohydrotyczna dysplazja ektodermalna
- zespół dysplazji ektodermalnej Rappa-Hodgkina
- zespół włosowo-zębowo-kostny
- zespół Cloustona
- pachyonychia congenita
- pachydermoperiostosis
- xeroderma pigmentosum
- zespół Sentera-Kida

#### R. Zespoły mające związek z ekspozycją na czynniki środowiskowe
- płodowy zespół alkoholowy
- płodowy zespół hydantoinowy
- płodowy zespół trimetadionowy
- płodowy zespół walproinianowy
- płodowy zespół warfarynowy
- płodowy zespół aminopterynowy/metotreksatowy
- embriopatia retinoidowa
- różyczka wrodzona
- opryszczka wrodzna
- spektrum wad indukowanych hipertermią
- fenyloketonuria wrodzona

#### S. Inne zespoły
- zespół Coffina-Sirisa
- zespół Börjesona-Forssmana-Lehmana
- dysplazja tętniczo-wątrobowa
- zespół Melnicka-Needlesa
- zespół Bardeta-Biedla
- zespół Riegera
- zespół Petersa plus
- zespół mózgowo-żebrowo-żuchwowy
- zespół Jarcho-Levina
- leprechaunizm
- zespół Seipa-Berardinelliego
- zespół obrzęk limfatyczny-podwójny rząd rzęs

#### T. Różne sekwencje
- zespół Kartagenera
- holoprozencefalia
- sekwencja ukrytej dysrafii rdzenia
- sekwencja braku tarczycy i niedoczynności przytarczyc
- sekwencja Di George’a
- sekwencja Klippla-Feila
- sekwencja wynicowania kloaki
- sekwencja wynicowania pęcherza
- sekwencja małowodzia
- sekwencja syrenomelii
- sekwencja dysplazji kaudalnej
- sekwencja pęknięcia pęcherza płodowego

#### U. Spektra wad
- zespół oczno-uszno-kręgowy
- kompleks wrodzona mikrogastria-redukcja kończyn
- spektrum malformacje mostka-dysplazje naczyniowe

#### W. Różne asocjacje
- asocjacja VATER
- asocjacja MURCS
- asocjacja CHARGE.